# 卡式录音带
卡式录音带（英語：Compact Cassette、，或簡稱為、，中文又叫卡带、盒带、磁带盒、盒式磁带、盒式录音磁带、录音带、磁带、胶带）是一种用于存储声音的磁带。卡式录音带最早用于听写，但在其保真度得到改进后作为盤式錄音帶的补充广泛用于各种非专业的场合。它的用途包括便携式音乐存储、家庭录音等，甚至包括在微型计算机出现初期进行数据存储。从1970年代初期直至1990年代晚期，卡式录音带一直是预录制音乐流行的两大存储格式之一，在其间它的对手从起初密纹唱片变成了后来的CD。名称中的“卡式”来自于法语词，意思是“小盒子”。
一卷卡式录音带上有两个卷轴，控制一条带有磁性涂层的塑料带在其间传递并绕卷。为了保护卷轴和磁带，所有零件封装在一个硬塑料外壳中。磁带上可以录制两对立体声或单声道音轨，当磁带往一个方向运动时可以播放或者录制其中一对立体声音轨或两条单声道音轨，往另一个方向运动时则可以播放或录制另一对。卡式录音带的换向可以通过手工将卡式录音带从读写机构中取出翻面后再放入，也可以通过机构自动改变磁带前进的方向实现（自动翻带）。

## 发展历史

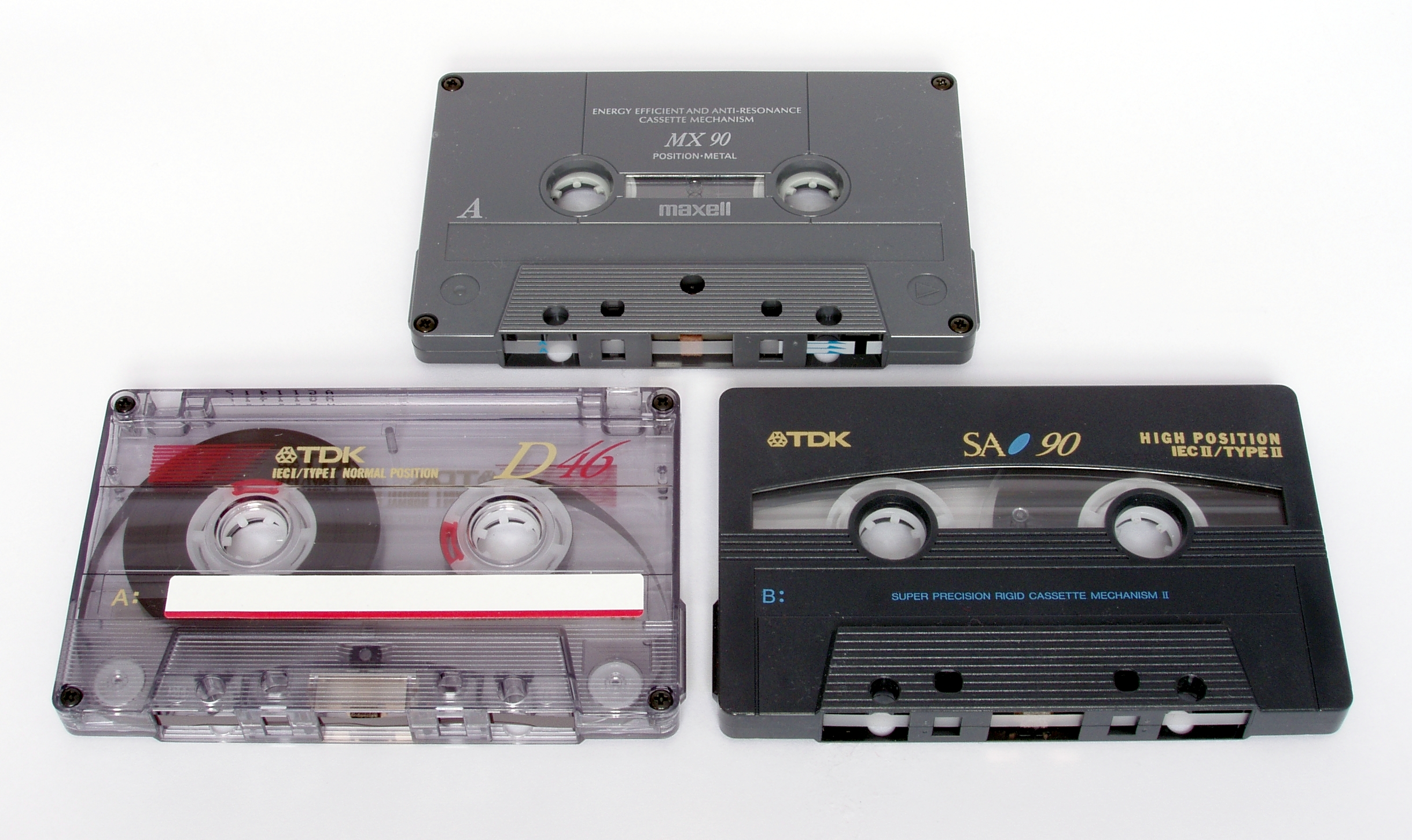
几款不同的卡式录音带

经过4年的开发，RCA-胜利者公司于1958年发布了一款磁带宽为¼英寸（6.35毫米）、可翻面播放、立体声的RCA盒式录音带。这一产品提供了与卡式录音带相似的录音时间，但是尺寸要大得多（约为5"×7"，即127×197毫米）。虽然经过多个版本的改进，最终没有在市场上取得成功，在1960年代中期在市场上消失。

### 出现
1962年，飞利浦公司发明了用于存储声音的紧凑型磁带，并于次年8月的柏林國際廣播展上第一次将其引入欧洲市场。1964年11月，飞利浦以“Norelco”为品牌在在美国推出了卡式录音带和对应的录音播放两用机，并注册了英文商标。
尽管当时录音磁带的格式有很多种，但是由于飞利浦在索尼的压力下决定免费发布卡式录音带格式许可，使其后来在市场上占领主导地位。截至1966年，仅美国一地就已售出25万台卡带录音机，而日本则随后成为卡带录音机的主要产地。根据截至1968年的统计，多达85家制造商共计销售了250万台卡带播放器。

### 音乐卡带

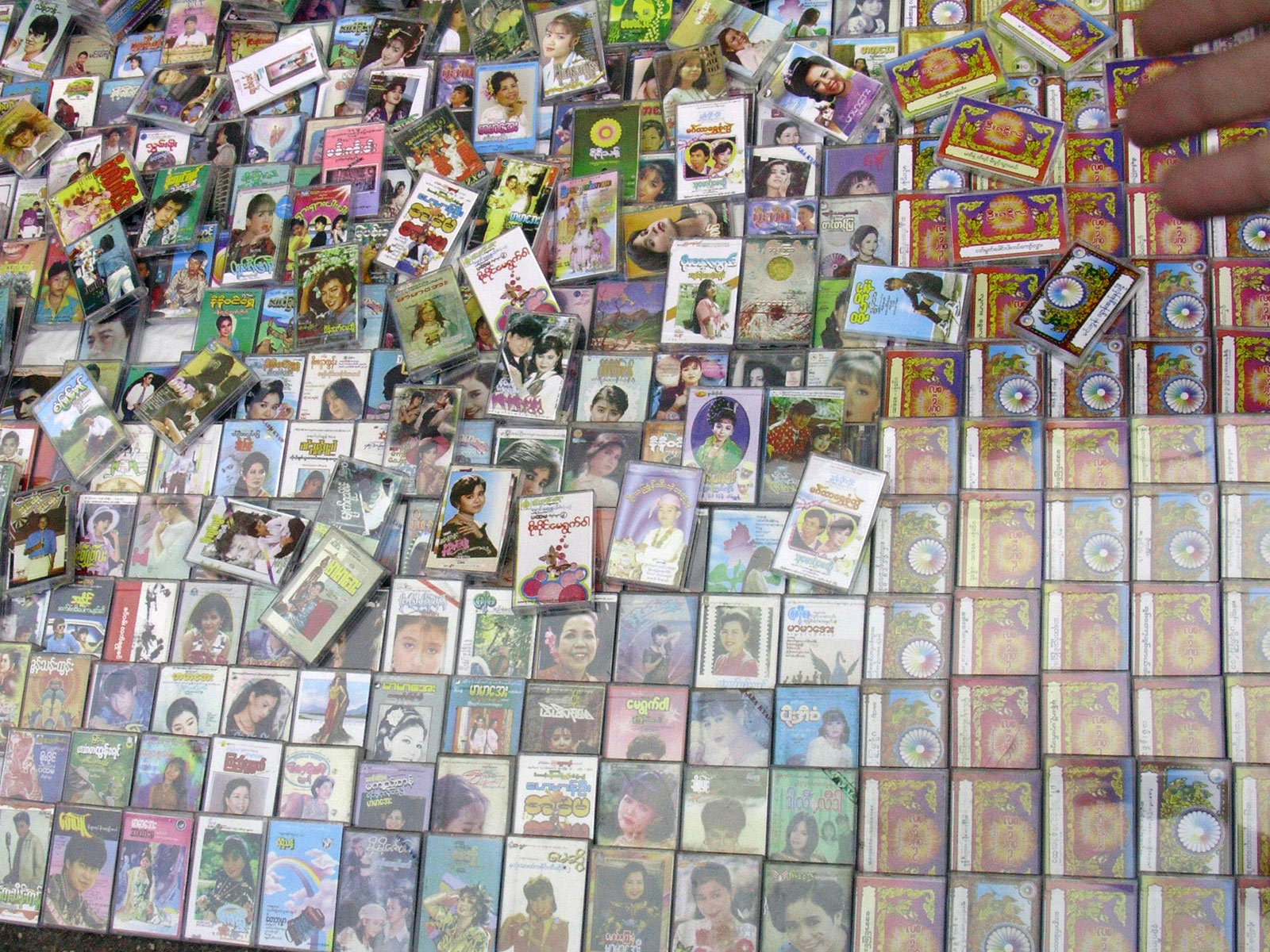
缅甸的录音带

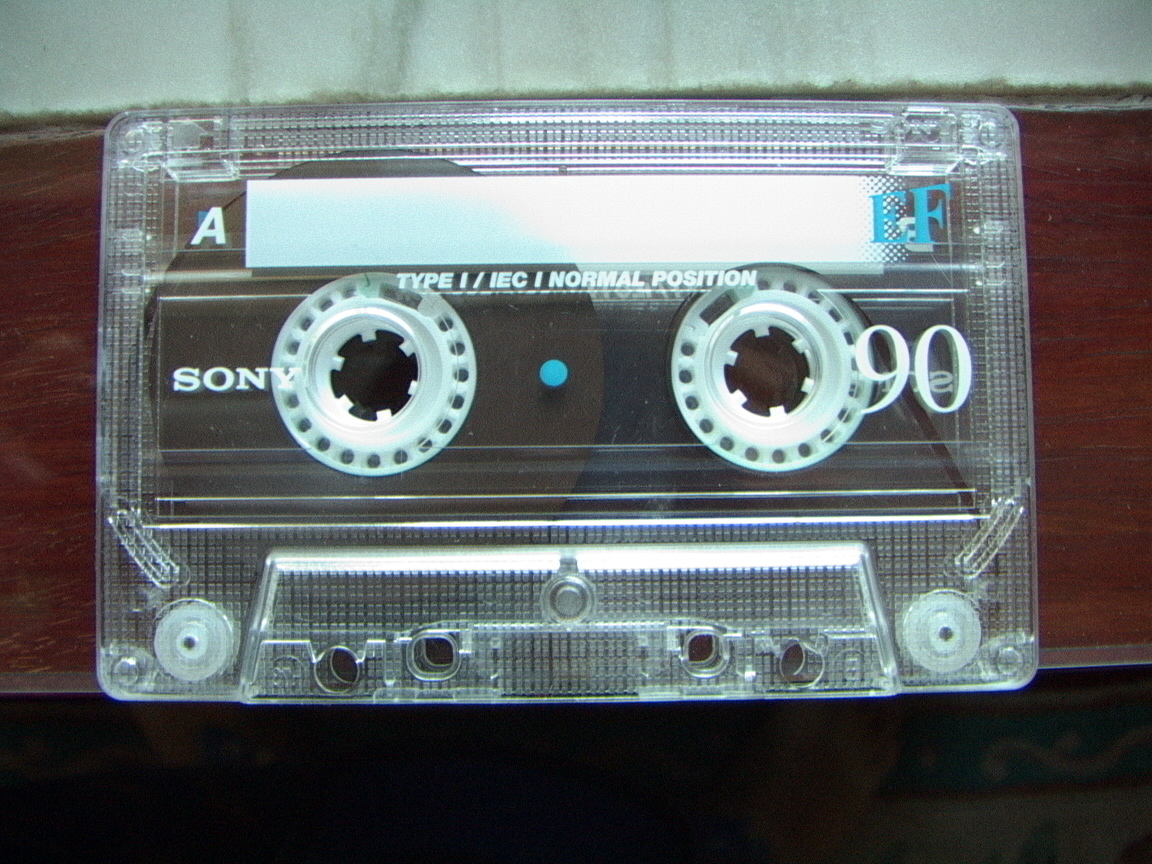
一个索尼90分钟卡式录音带

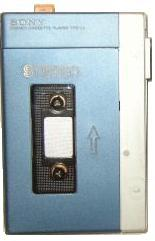
一台索尼Walkman卡带随身听

1964年，德国汉诺威开始了卡式录音带的大规模生产。预录制好音乐节目的卡式录音带（又称音乐卡带）也于1965年晚期在欧洲开始发行。1966年7月，飞利浦在美国的子公司水星唱片（Mercury Records）开始在美国发行音乐卡带，最初一次发行了49部。然而，由于卡带系统最初面向听写和便携设计，早期播放器的声音品质并不适于播放音乐，有些型号的机械构造设计也不稳定。直至1971年，Advent公司推出了201型磁带机，该机拥有杜比B型降噪系统，采用二氧化铬（CrO2）磁带，以及由3M公司Wollensak相机部门提供的商业级磁带传动机构。此后，卡带格式才獲更加认真用于音乐用途，并开始了高保真卡带和播放器的时代。
1980年代，由于如索尼Walkman系列等携带型袖珍卡带录音、播放器（随身听）的出现，卡式录音带的流行更加广泛。卡带随身听的尺寸通常比卡带稍大，通常在一侧有机械操纵按钮或在正面有电子操作按钮及（或）显示屏，有些较小的随身听产品如索尼WM-10甚至只能通过滑移方式打开以装入卡式录音带。就如1960年代的晶体管收音机、1990年代的CD随身听和2000年代的MP3随身听一般，在音乐卡带的销售开始取代密纹唱片。1980年代，卡带随身听成为了便携式音乐市场的象征（在1980年代中，由于单曲唱片的销售，黑膠唱片仍然有更高的销售量，但在进入1990年代后单曲卡带曾经一度更为流行）。

### 社会影响
卡式录音带除了带来技术上的进步外，还成为了社会变革的催化剂。卡式录音带的耐用性和易于复制性促进了铁幕时期的地下摇滚和朋克音乐的发展，成为了西方国家年轻文化的基石。在发展中国家，卡式录音带也曾以类似的原因流行。
与卡式录音带有关的著名政治事件之一，是在1979年伊朗革命前，鲁霍拉·穆萨维·霍梅尼利用卡式录音带在伊朗全国散发他的演讲，以寻求推翻沙王穆罕默德·礼萨·巴列维的政权。
1970年代，卡式录音带在印度因为给传统宗教地区带去了多余的世俗影响而遭受批评。卡带技术当时在印度造就了急速发展的流行音乐市场，在受到保守派人士关注的同时为合法的唱片公司和盗版带一起开拓了巨大的市场。即使在21世纪初，在一些发展中国家，卡式录音带仍是购买音乐的重要媒介之一。

### 衰退
在很多西方国家，卡式录音带市场经过了1980年代末期的高峰后就开始急剧的衰退。这一趋势在预录制卡带市场更为显著，在1990年代初期，CD的销售就超过了预录制卡带。1993年，CD播放器的年销售量达到了5百万台，比前年增长21%，而卡带播放器的销售量则比前年下降7%仅剩约3.4百万台。截至2001年，卡带仅占所有音乐销售份额的4%。此后的预录制卡带市场进一步衰退，由于主要的唱片公司不再发行音乐卡带，鲜有零售商仍在进行销售。但是另一方面，截至目前，空白的卡式录音带仍然在制造和销售，市面上也仍然可以找到卡带复制的服务。卡带录音机和播放器在逐渐减少，但在大多数地区仍然可以买到，并在高保真系统中占有一定的市场份额。
进入1990年代后，卡式录音带在某些应用场合──如汽车音响──中仍然较为普及。克莱斯勒汽车公司在1971年系列的型号中开始有卡带播放器可供选择，甚至还包括一个可选的用于听写的麦克风。卡式录音带及其播放器通常比其主要的數位竞争对手CD更佳健壮并且耐尘、耐热、耐震。在嘈杂的车内，卡式录音带较低的保真度并不被认为是严重的缺陷。然而，随着2000年代早期CD的抗震缓存技术发展、车内噪音水准的降低、客户期待的提高以及CD自动换碟技术的出现，CD播放器在欧美市场迅速替代了卡带播放器成为了新车款預設的音响配件。
在數位錄音设备普及的今天，卡式录音带（以及迷你卡带）仍然是能够提供教育和商业记录用途的足够质量的一个更便宜的选择。由于不需要太高的音质，有声图书也常常以卡式录音带的方式销售，并能够提供超过CD的几个小时的播放时间。此外，一些独立摇滚的社群对于卡式录音带仍然保持兴趣，有些艺人仍然使用卡式录音带发行自己的作品，也有艺人宣称自己只听卡式录音带。

## 规格特点
即便由于卡式录音带的尺寸和速度，其最初的音质相对较差，卡式录音带相对盘式录音带而言在便利性上是很大的进步。与4轨立体声开放式盘式录音格式不同，卡式录音带每侧的一对立体声音轨彼此相邻，并不与另一侧的音轨相互交错。这使得单声道卡带可以播放由单声音轨累加而成的立体声录音，立体声播放器也可以通过其一对扬声器播放单声道录音。卡式录音带所用的磁带为3.81毫米（0.150英寸）宽，每条立体声音轨占用0.6毫米的宽度，并以无录音的保护带相互间隔。磁带以4.76厘米/秒（1⅞英寸/秒）的速度从左向右运动。与之相对，消费级开放式盘式录音带的宽度为6.35毫米（¼英寸），每条立体声音轨通常为1.59毫米（1/16英寸）宽，运动速度为9.5或19厘米/秒（3¾或7½英寸/秒）。

### 卡带类型

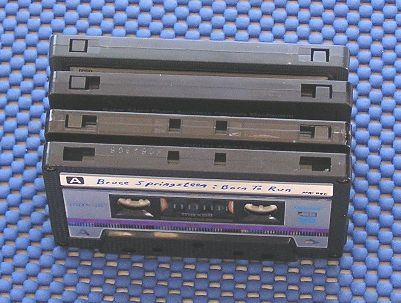
卡带顶部的类型和写保护凹口（从上至下：I类，II类，IV类，IV类+写保护）

卡式录音带的磁带是一种带有磁性涂层的聚酯类塑料胶片，最初的磁性材料基于γ-氧化铁（Fe2O3）。1970年左右，3M公司开发了一种钴的大量掺杂过程，结合双图层技术使得磁带的总体输出电平得到增强。这一产品归于其品牌的“高能”（High Energy）系列。其他一些廉价磁带通常标注为“低噪音”，但通常没有为高频响应进行优化。在几乎同时，杜邦公司和巴斯夫公司引入了二氧化铬（CrO2）材料涂层，随后TDK公司的系列采用了磁铁矿（Fe3O4）涂层，以争取使卡式录音带的音质接近黑膠唱片。1974年，TDK公司成功开发了一种含钴氧化铁涂层材料，称为。1979年，3M公司开发出了纯金属物质涂层，用于“Metafine”系列。现在的大多数标为“普通”或“铬”的卡式录音带包含不同过程处理得到的不同比例的氧化铁和钴涂层，只有极个别使用纯二氧化铬涂层。
简单的录音机通常根据标准的铁基成分设计，而高保真的磁带播放器常常带有开关或探头，从而为高性能卡式录音带提供不同的偏置和均衡化。最常见的铁氧化物磁带由IEC定义为I类，采用120微秒回放均衡，而铬和含钴磁带（II类）要求70微秒均衡，它们所要求的偏置也有所不同。巴斯夫和索尼曾经尝试过一种含有氧化铁和二氧化铬的双涂层材料磁带，称为铬化铁（FeCr，III类），但只在1970年代中的一小段时间存在。金属卡带（IV类）也采用70微秒均衡化，但是提供了更高的音质。音质的变化也体现在价格上：I类卡带往往最便宜，而IV类卡带往往最昂贵。巴斯夫公司开发了一款用于预录制的铬基磁带，它采用120微秒均衡，因此是I类磁带，但能提供更大的频率响应范围从而提升音质。但对于唱片公司而言，这款产品最大的卖点在于一样的I类卡带包装可以用于铁基和铬基磁带。卡式录音带外壳顶部的凹口用于表示其中磁带的类型：I类卡带只有写保护凹口，II类磁带在写保护凹口旁还有一对额外的凹口，而IV类磁带则在顶部中间位置拥有第三对凹口。这些凹口使得大型卡带播放器可以自动检测磁带类型并选择合适的偏置和均衡。在不能自动检测的播放器上采用非对应的模式录制或回放会导致啸叫、失真或其他更严重的问题。普通和价格便宜的播放器是不能擦写II类和IV类的卡带。尝试这样做将导致一个不完整的擦除。这是由于II类和IV类卡带的偏置级别的事实，需要更高水平。

### 写保护
所有的卡式录音带都包含一套防止重录制和意外擦除重要资料的写保护技术。卡式录音带顶部有两片可以破坏的小塑料片，当被破坏后就在顶部留下凹槽。将磁带开口朝下，左上角的凹槽和小片就对应面向自己一面的写保护开关。当卡式录音带插入录音机时，如果探测杆可以进入这一凹槽，则会屏蔽录音机启动录音功能，从而起到写保护的作用。当需要对有写保护的磁带再次录音时，通常使用胶带重新覆盖写保护凹槽，使得探测杆不能进入。
也有些生产商采用滑块操作凹槽的写保护功能，其原理与前述相同。

### 回放长度
卡式录音带的磁带长度通常以累计回放时间进行衡量，最常见的款式有C46（每面23分钟）、C60（每面30分钟，以下类推）、C90和C120。C46和C60的磁带通常为15─16微米厚，C90的磁带一般为10─11微米厚，而C120的磁带仅有9微米厚，很容易产生绞带和断带的现象。一些厂商会提供长于标准的磁带，如132米或135米的C90卡带（标准长度为129米）。市面上曾经一度有C180乃至C240卡带，但是它们的磁带非常薄且脆弱，导致了很差的音质和很低的耐用性，并不适用于一般用途。此外，也可以找到一些特殊长度的磁带，如C10、C15（前两者常用于电话答录机）、C30、C50、C54、C64、C70、C74、C80、C84、C100、C105和C110等。

### 引带

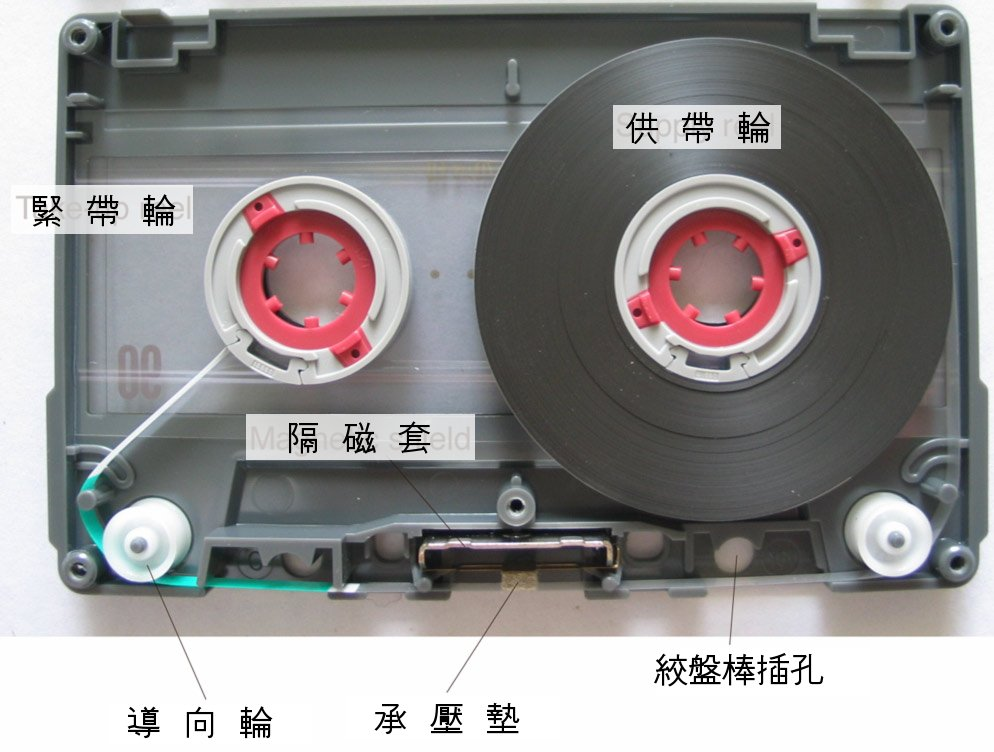
卡式录音带的内部结构

大多数卡式录音带的磁带通过引带与卷轴相连。引带用比较牢固的塑料制造，用于在磁带前进到末端时的冲击中保护较为脆弱的磁带。引带包括较为复杂的几个组成部分：首先在紧带轴的上的滑入式塑料楔上固定有一段不透明塑料引带，它连接着一段或几段带有颜色的半透明塑料引带，其后连接的是一段较长的无色半透明引带通过开口后在供带轴绕上将近一圈后连接着磁带。较长的这段无色半透明引带将磁带前进到末端的冲击载荷分散到自身的各个部分而不是某个拼接处。有一些发明专利专门介绍引带的具体构造和播放器识别引带的机制。用户也可以使用多余的引带修复破损的磁带。
引带的缺点在于它使得声音的录制和回放不从磁带的最前端开始，使得用户必须略过这部分前进至磁性部分方可使用。例如听写等一些特定应用的磁带使用无引带磁带，它们通常使用更牢固的磁带材料并于带有复杂的末端预测机构的机器上使用。

### 循环卡带
卡式录音带也可以做成可以无尽播放的循环卡带，循环卡带的磁带长度有从30秒到完整的标准长度的各种规格。这种卡带主要用于连续或予以触发播放短消息或音乐片段的场合，或者需要连续或触发录音的场合。有些循环卡带包括一块感应箔片，使得播放器可以重新找到开始处。自1969年起就有各种关于循环卡带的专利发布，涉及单向磁带、双向磁带、自动关机的兼容性和反绞带机制等。

## 录音机和播放器

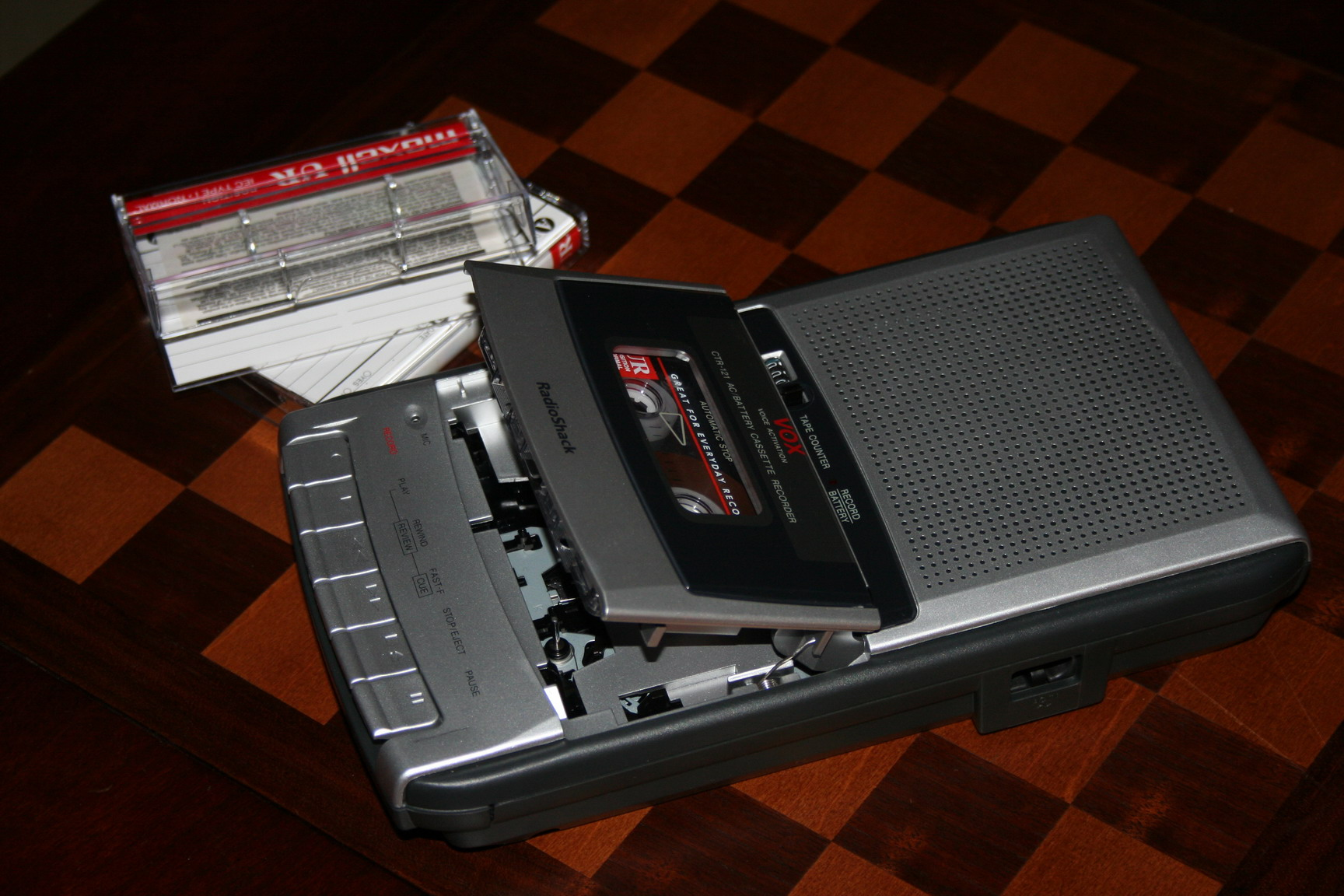
一台典型的便携式卡带录音机

最初的卡带机器（如飞利浦在1963年8月推出的EL3300）主要是简单的单声道录音和回放设备，这些机器一般需要外接一支动圈式麦克风以进行录音。1970年代以后的产品则常常内置拥有扩展高频响应的电容式麦克风，但也因此容易拾取录音机马达产生的噪音。常见的便携式录音机的形状是与卡式录音带差不多宽的一个长方盒，顶端是扬声器，中部是卡带槽，底部边缘则是“钢琴键”控制部分。一般这些按钮的标志包括一个方形表示“停止”，一个向右指的三角形表示“播放”，两个三角形表示“快轉”或“後退”，红色圆点表示“录音”，受垂直分开的方形（两个细长的矩形）表示“暂停”。由卡带录音机带来的“钢琴键”控制标志及其布局很快就像标准一样固定下来一直延续到今天，虽然一些数字化控制的面板用“前一轨”和“后一轨”取代了“快轉”和“後退”。

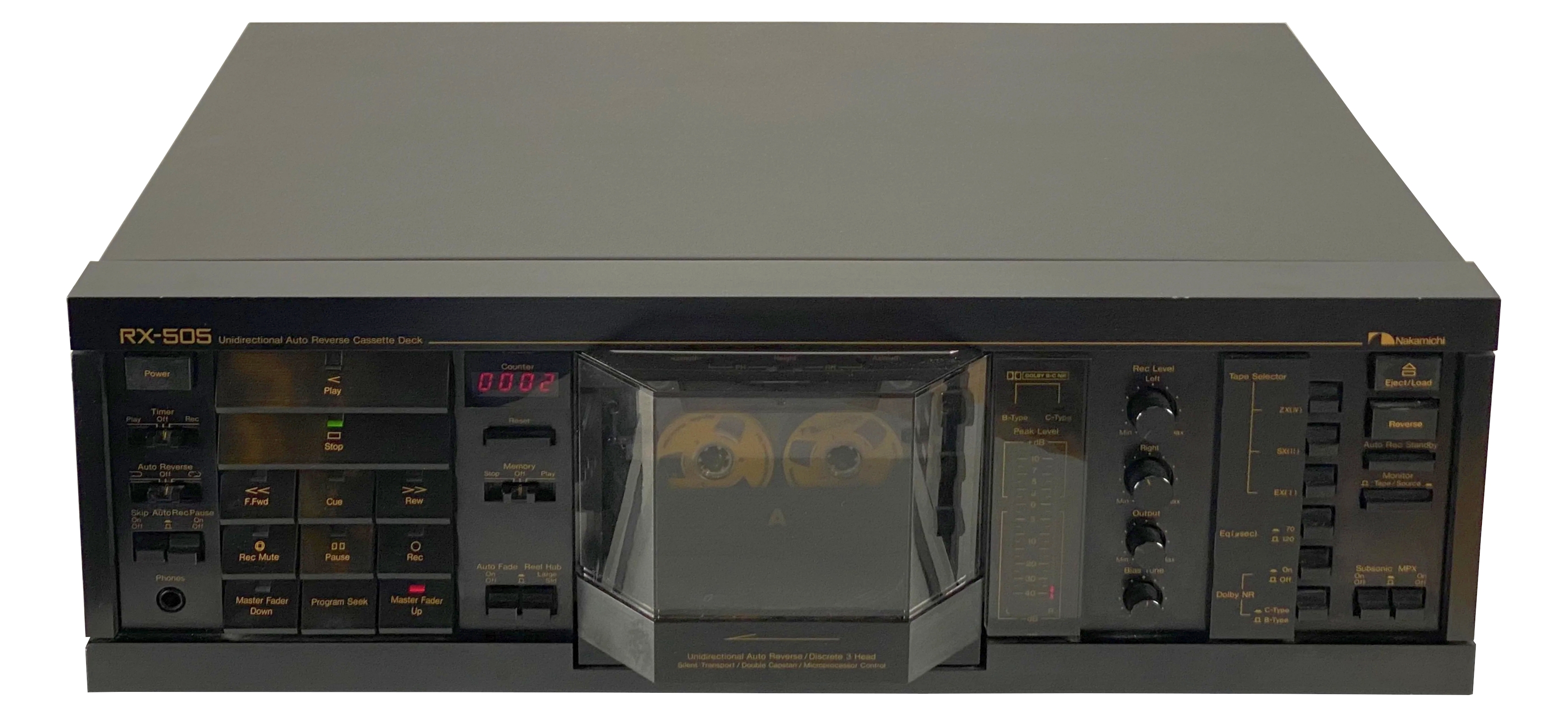
中道RX-505型磁带卡座

立体声录音机很快演化成了高保真的录音机，称为卡式錄音帶錄音座（英語 : Cassette Deck）。早期的磁带卡座都是顶装式，一侧用于装载卡带，另一侧则有声量计和录音电平控制。先锋公司设计的前载式倾角装带槽和山水公司设计的暴露式装带槽最终成为磁带卡座的标准布局。后期的卡座型号采用了电子按钮和LED或真空荧光显示（VFD）替代了传统的指针式计量表，并主要采用旋转式控制按钮代替原来的杠杆或滑块进行电平控制。中道等公司最终推出了音质可以与盘式录音机相匹敌的，覆盖20—20000赫兹的整个频响范围，低噪音低颤动的高保真卡座。与普通录音机不同，这些卡座一般都采用三磁头结构，三枚磁头分别负责回放、录音和擦除，使得磁头的结构可以根据其功能进行优化设计。其中一些机型还使用非标准的录制方式来设法达到最高的频响范围，这样录制出来的卡带并不能由一般的机器正确播放。
面向普通用户的机器则一般不带麦克风输入接口。双卡座机器成为主流獲嵌入各种家庭娱乐系统，主要用于翻录卡带。虽然每一次从源卡带上进行翻录都会导致音质受损，但是从翻录机制上对从唱片、广播节目或者另一枚卡带上翻录并没有进行限制。即使在CD刻录机开始流行的时期，一些机器仍然载有卡座。

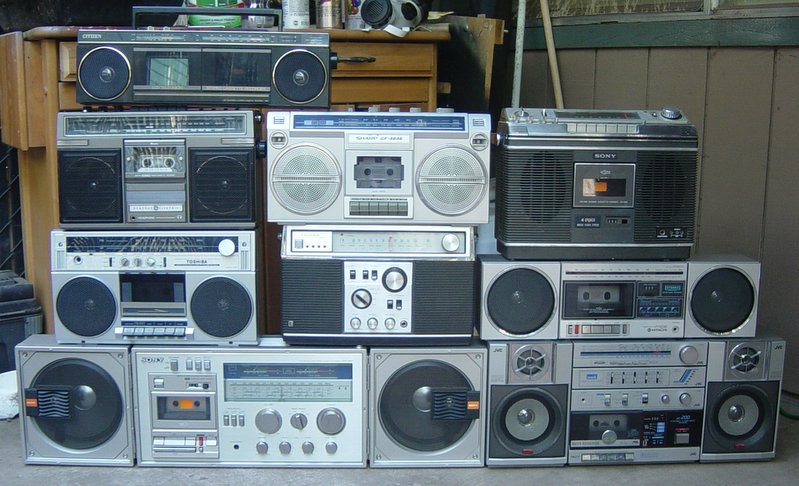
一组便携式立体声系统

另一种对1980年代的文化产生显著影响的是称为便携式立体声系统（Boombox）的一套带有卡带槽的内置立体声扬声器的便携式播放器。便携式立体声系统的扬声器能产生相当大的音量，一度成为了城市青年娱乐文化的同义词，并因此有了“贫民区的冲击波”（Ghetto Blaster）这一昵称。
卡带播放器在汽车音响中的应用更加形式多样。美国的汽车制造商通常将普通的卡带槽嵌入其标准的大型收音机面板，而亚洲和欧洲的厂商则采用标准的德式面板（ISO 7736）。在1980年代，一套高端的汽车音响通常包括支持杜比降噪的AM/FM广播卡带两用机。随着CD播放器的制造成本降低，大多数汽车音响制造商开始提供CD机，但是在一些面向老司机的车款中仍然提供卡带播放器的选项，通常有单独的卡带播放器或卡带CD两用机两种。事实上，2009年款的凌志ES 350型轿车仍然标配卡带播放器。

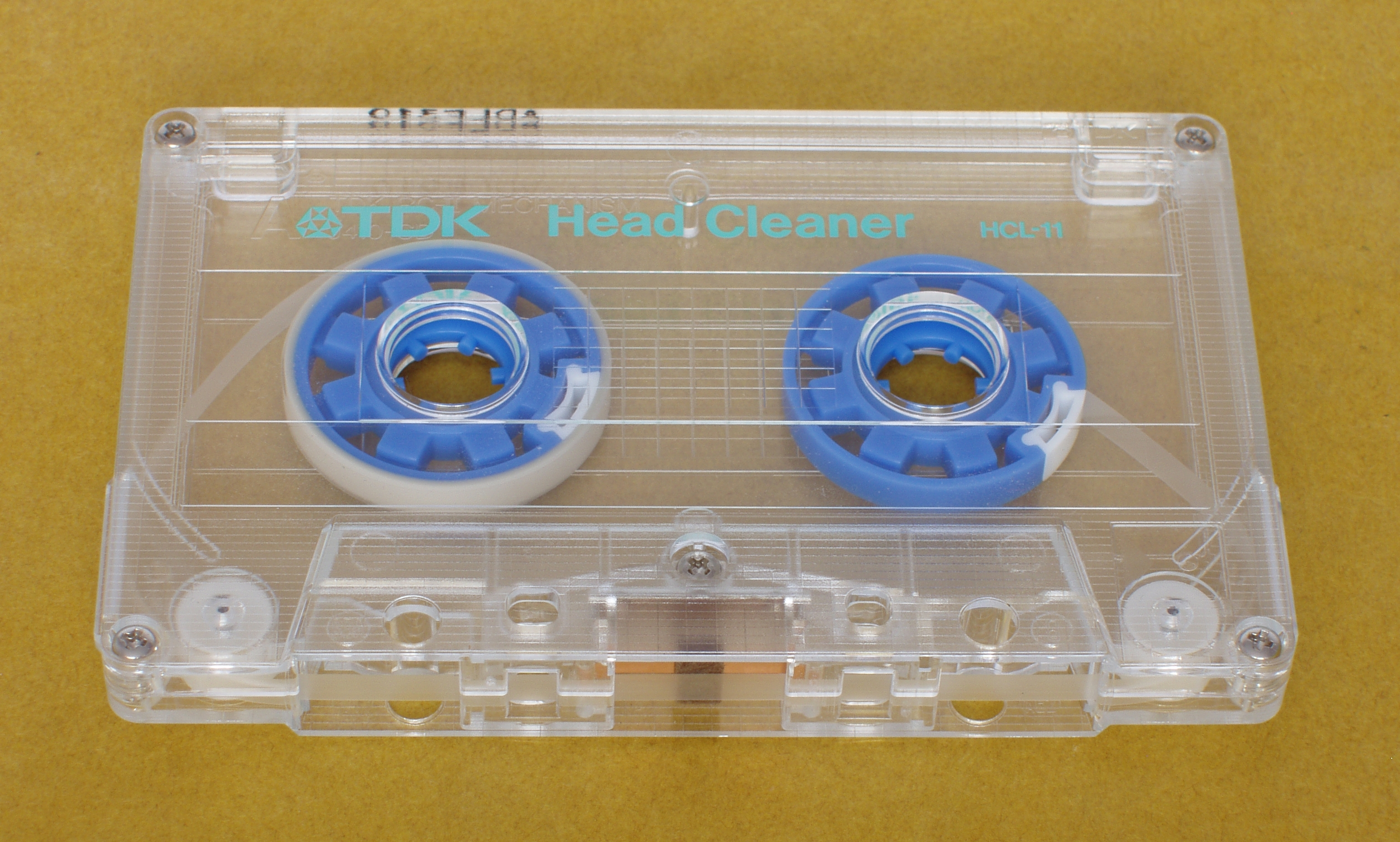
用于清洗磁头的卡带

虽然卡带本身通常较为耐用，但卡带播放器需要定期维护才能较好地工作。最常见的维护是使用长棉签或者卡带形状的清洗设备对磁头进行清洗以除去污点和灰尘。也有类似形状的消磁卡带使用磁铁对磁头消磁，避免回放时声音产生失真。陈旧或肮脏的播放器还会出现一些机械问题：如果供带轮比紧带轮转得更快或者在打开卡带槽时磁头没有合适的释放，就会导致磁带从卡式录音带的底部伸出，被卷进播放器的机构里产生绞带现象，有时也称作吞带。绞带通常会破坏整卷录音带，从而使得丢弃损坏的录音带成为常见景象。类似盘式录音带那样对卡带进行剪接编辑虽然可行，但主要是用于从部分损坏或断裂的磁带上取回有价值的录音或进行修复。由于卡式录音带的磁带尺寸很小，编辑主要通过翻录或重录而不是对磁带剪切进行。

## 主要应用

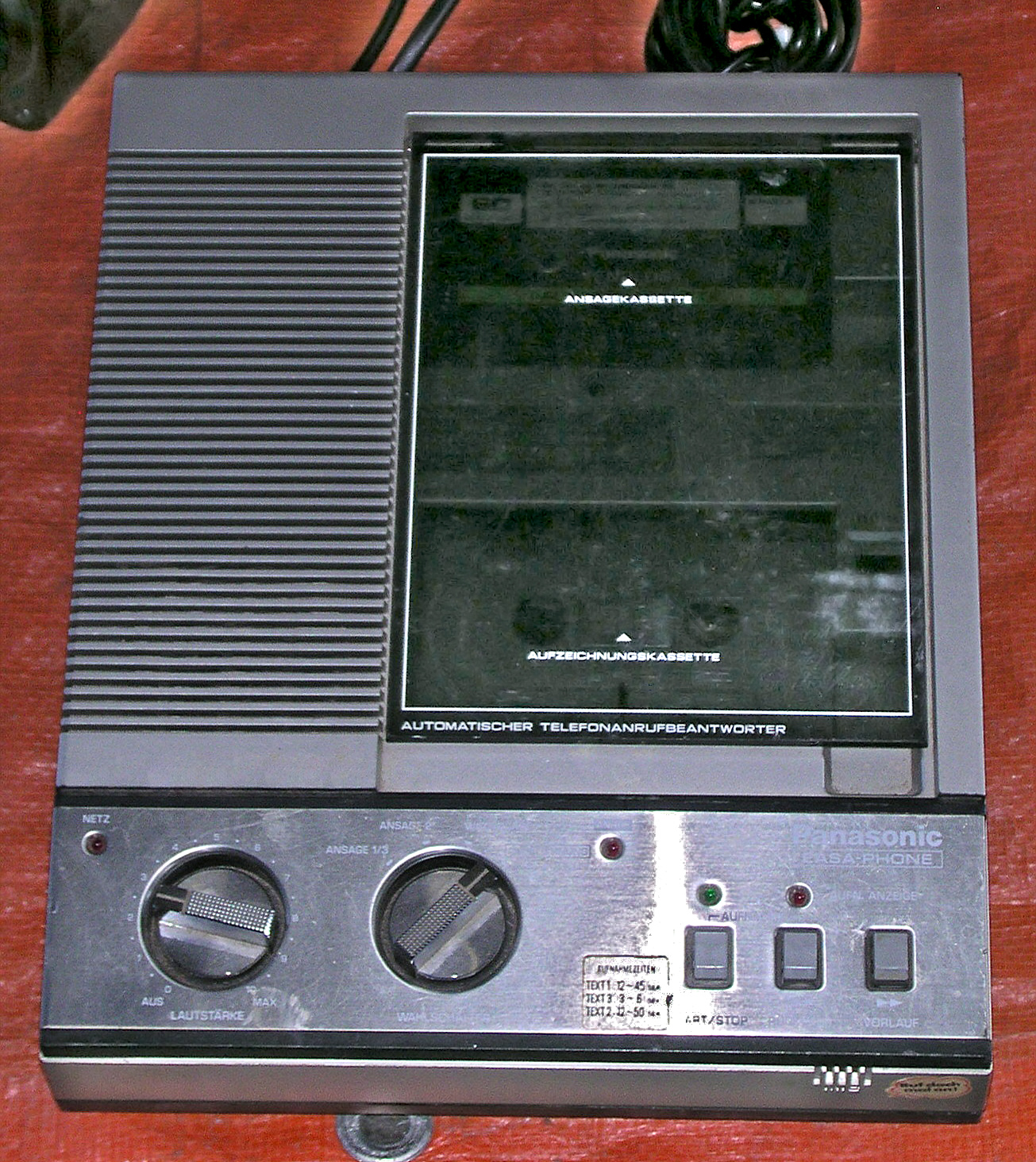
一台松下的双卡带答录机

### 音频分发
卡式录音带最早面向听写机器而设计。在这种音质并不重要的用途中，一些晚期的型号可以以半速（15/16英寸/秒）运转磁带。由飞利浦旗下的飞利浦唱片和水星唱片等推动，卡式录音带随后很快成为了分发预录制音乐的流行媒体。直至现在，卡式录音带依然在新闻报道、口述历史、会议和采访记录等一些用途中使用，但已经逐渐让位于CD和其他更加小巧的数码存储媒介。
随着卡式录音带在商业音乐产业中的运用，人们在商业录制的音乐卡带上发现了一系列的测试音调。这些测试音调称为超动态范围（SDR）测试音波，出现在磁带的最初和最后，以从低频到高频的顺序出现。这些测试音最初是位了测量磁带的质量而出现，后来却成为了一种文化象征，甚至出现在某些CD中。

### 个人录音
1980年代，TASCAM公司推出了用于个人录音的“Portastudio”系列4轨和8轨卡带录音机。这种录音机并不两两使用磁带上的音轨，而是通过特殊的4轨磁头在磁带往一个方向运动的时候同时访问4条音轨。每条音轨也可以独立的录制、擦除或回放，使得用户可以对音轨进行后期处理。为了提高音质，个人录音用录音机有时候会以2倍的速度（3¾英寸/秒）运转磁带，并采用各种降噪技术提高动态范围。
专业的音乐家通常只将多轨卡带式录音机用于音乐创作的“草稿”，但布鲁斯·斯普林斯廷的专辑《内布拉斯加》完全以一张4轨卡式录音带录制而成。

### 个人翻录

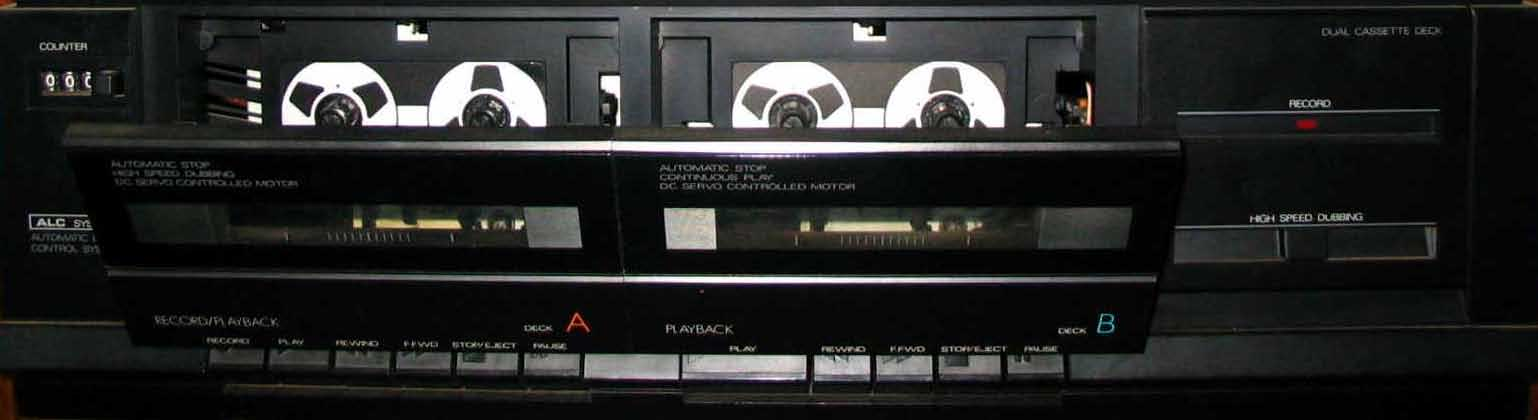
支持高速翻录的双卡座录音机

大多数卡式录音带以空白带的形式发售，用于录制（或翻录）用户自己的唱片（或备份及制作自己的混音带），友人的唱片或广播节目。音乐产业谴责个人翻录，宣称“个人翻录是在扼杀音乐”（Home Taping Is Killing Music）。然而，很多人认为卡式录音带这种媒体适合分发新的音乐作品并能促进销量，并坚持自己至少有将自己的唱片复制到磁带上的权利。在1980年代早期的一小段时间，小島唱片（Island Records）曾经发行过一面预录另一面空白供顾客使用的二氧化铬“一加一”卡式录音带。卡式录音带也为人们在音乐会录音提供了方便，这种录音尤其獲反主流文化的乐队支持。此外，空白卡式录音带还是在磁带交易网络中传播无署名音乐的非常重要的工具。
围绕着卡带翻录曾有大量的法律诉讼。在英国，哥伦比亚广播公司曾于1988年起诉电子设备制造商Amstrad，而最终英国上议院认为Amstrad制造的支持高速翻录的双卡座录音机并不造成对版权的侵害。在更早的一起诉讼中，哥伦比亚广播公司曾起诉一家出租卡式录音带并出售空白卡带的零售商店，但也败诉。在两起诉讼中，法院均认为设备制造商和销售商无需为消费者的行为负责。
除了个人翻录外，在1980年代晚期，新力唱片还在美国的唱片店中安放供顾客制作带有定制印刷封面，从数字编码的曲目表中定制自己混音带的服务设施。

### 数据存储

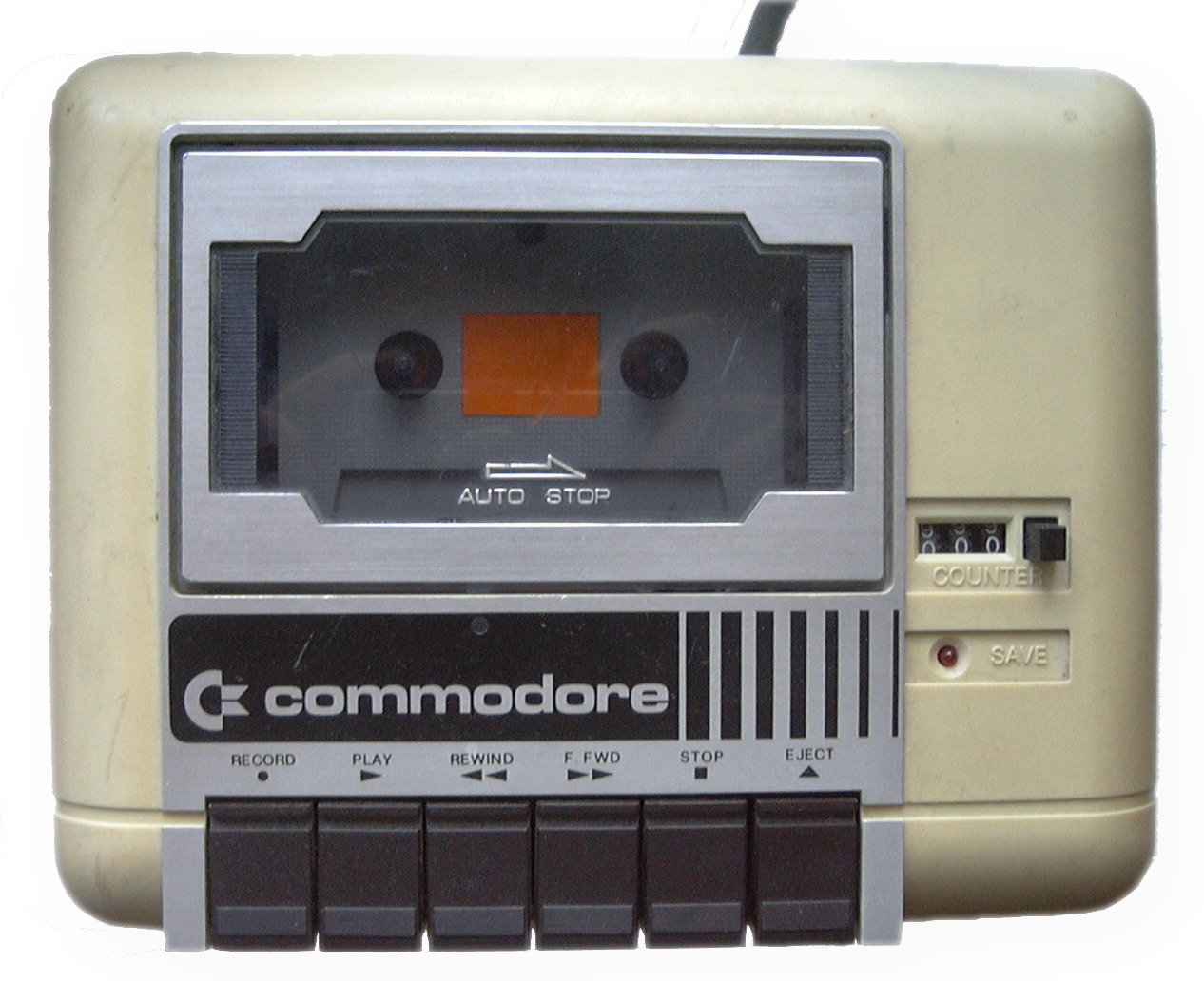
一台Commodore计算机用的卡式录音带存储器

1970年代早期推出的惠普HP 9830型计算机是早期采用自动控制的卡式录音带进行数据存储的桌上型计算机之一。它可以根据数字存储和查找文件，并能根据引带检测磁带末尾。很多早期的微型计算机都实现了基于堪萨斯市标准（Kansas City Standard）的数字化数据存储。1970年代晚期和1980年代早期的很多家用计算机也能够使用卡式录音带作为软盘的廉价替代品进行数据存储，只是常常需要手动停止或启动卡带存储器。甚至连1981年推出的第一版IBM PC都包括一个卡式录音带端口和一条操作该端口的BASIC指令。由于随后软驱成为了高端机器的基本配件，这一端口和指令都很少得以使用。
1970年代晚期，使用卡式录音带作为主要存储设备的家用电脑包括Commodore PET、TRS-80和Apple II。直至软盘和硬盘的流行使得卡带存储退出了美国日常的计算机应用。然而，卡式录音带仍然在某些便携系统上獲采用，并在很多国家仍然是8位计算机的主要存储系统。在包括英国、匈牙利、波兰和荷兰等国，卡带存储曾经非常流行，以至于广播电台会广播计算机程序以供听众使用卡式录音带录制并随后载入电脑中使用。
卡式录音带上对计算机数据的典型编码方法是频移键控（FSK），能够获得500—2000比特/秒的比特率，一些游戏使用特殊的快速载入流程实现了约4000比特/秒的比特率。2000比特/秒的比特率相当于可以在90分钟磁带上每面存储660KB的数据。若采用更好的调制技术，如现代调制解调器使用的正交相移键控（QPSK），卡式录音带则可以达到10—17千字节/秒的比特率，提供每张60MB的存储量。

## 后继格式

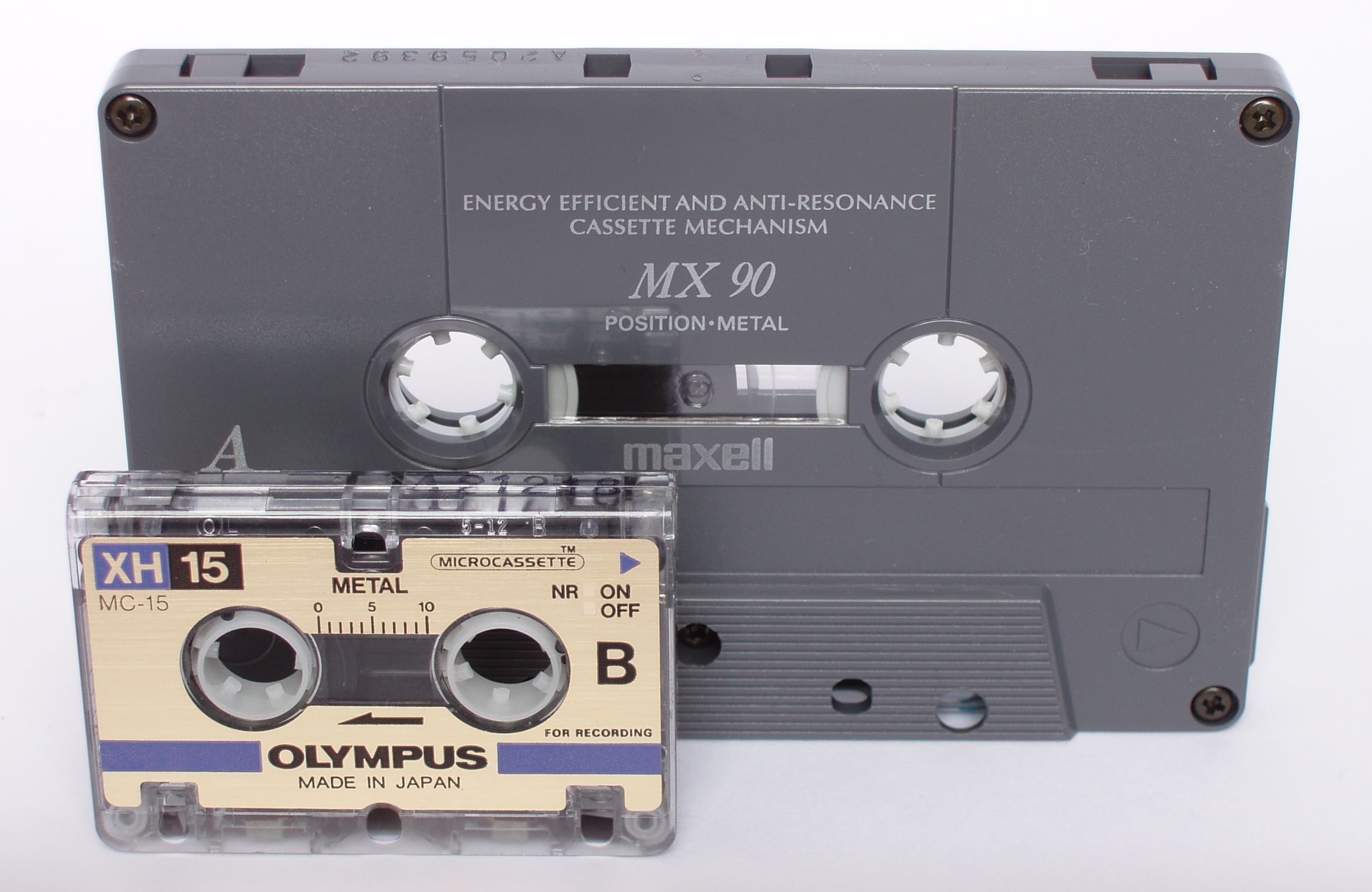
卡式录音带和微型卡带

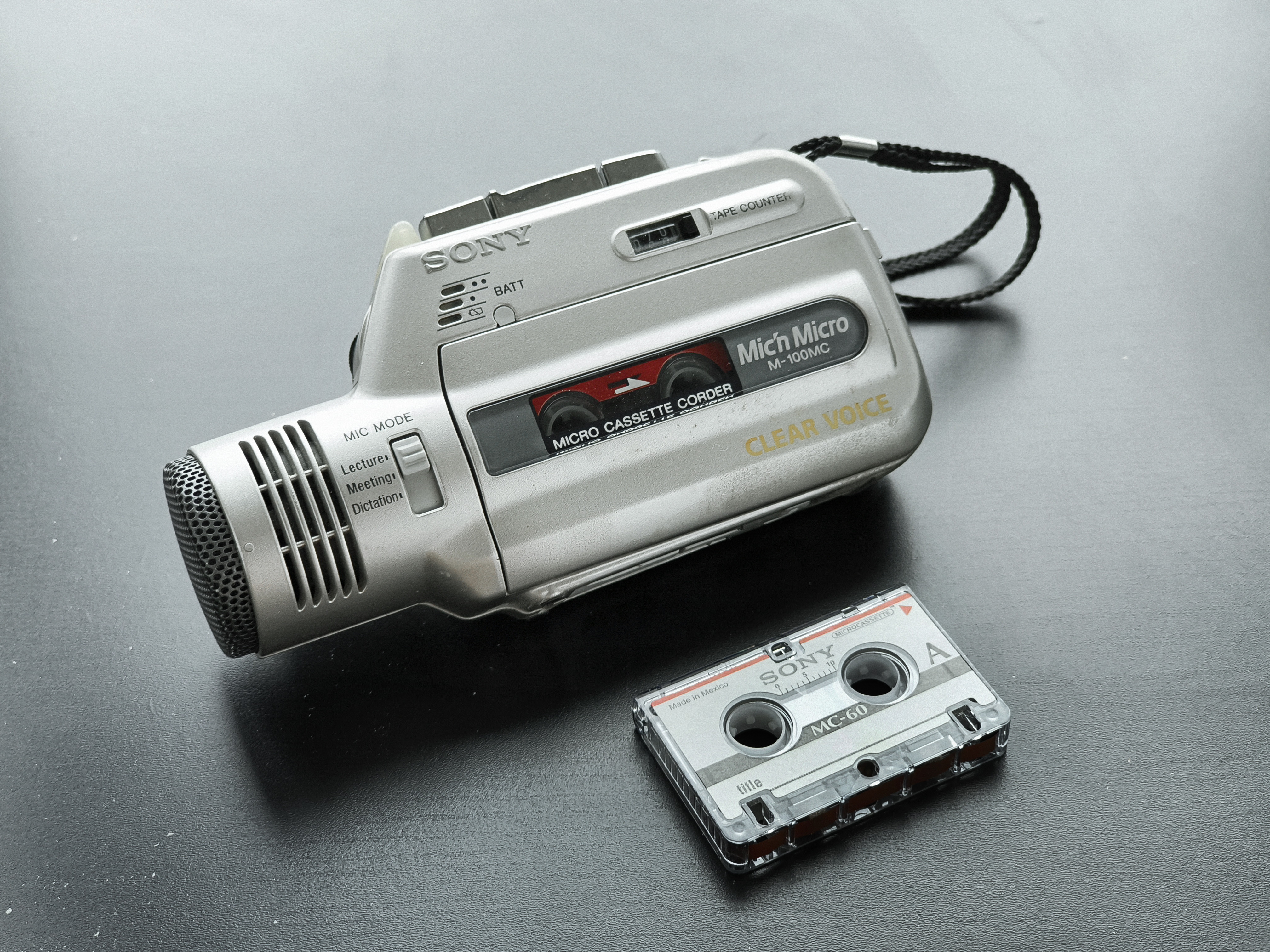
索尼 M-100MC微型錄音機。適用於講座、會議或個人筆記錄音。它內建了麥克風並具有聲控錄音功能，當偵測到聲音時可以自動開始錄音。

科技的进步带来了数字化的刻录媒体，如1980年代晚期出现的数字录音带（DAT）和1990年代初期出现的MiniDisc，从而终结了卡式录音带的生命力。由于对从模拟到数字的过渡前景的看好，索尼等主要厂商都将注意力转移到了数字化媒体上。1992年，飞利浦推出了数字式卡带（Digital Compact Cassette），一种主要面向消费市场的，类似DAT但外形规格与卡式录音带一样的媒体，从而使得一台DCC播放器可以同时播放数字或传统卡带。与因为能够进行无损压缩录制而獲专业市场接受的DAT不同，DCC在家用和移动市场上都遭到了失败，并在1996年退市。
微型卡带（Microcassette）在只需要语音级别保真度的应用中成为了卡式录音带的替代品，出现在诸如听写机和应答机等设备中。即使是这些微型卡带，也逐渐被各种数字录音设备淘汰。由于廉价CD-R和基于闪存的数字音频播放器的流行，如今“家庭录制”的概念已经转而指代光碟刻录和从商业或音乐分享网站上下载。
即便作为一种媒介已经退出主流市场，但是卡式录音带仍然对市场需求产生着影响。随着CD逐渐流行，人们发明了卡带形状的音乐适配器作为在只有卡带音响的汽车中播放CD的一种经济而干净的解决方案：便携式CD播放器通过模拟输出线路连接到适配器上，适配器再将这一信号传递给卡带音响的磁头。这些适配器如今也可以配合数字音频播放器使用。此外，也有卡带形状的MP3播放器出现，这些播放器可以像卡式录音带一样插入卡带播放器，并像卡带一样与磁头通信。

## 參閱
- 随身听
- 录音机
- 高保真
- 磁带
- 黑胶唱片
- CD
- MiniDisc
- VHS
- 匣式錄音帶（英语：8-track cartridge）
- 婁·奧滕斯（英语：Lou Ottens）